# Carl Gustaf Mannerheim
Carl Gustaf Mannerheim (10. srpna 1797 – 9. října 1854) byl finský šlechtic, entomolog a politik, děd maršála Mannerheima. Byl prezidentem Vyborského apelačního soudu (1839–1854)

## Dílo
- Novae coleopterorum species imperii Rossici incolae descriptae (Essais entomologiques, 1825)
- Enumération des Buprestides, et description de quelques nouvelles espèces de cette tribu de la famille des Sternoxes, de la collection de M. Le Comte Mannerheim (Bulletin de la Société Impériale des Naturalistes de Moscou, 1837)